# Dolores Gray
Dolores Gray, nata Sylvia Dolores Finkelstein (Chicago, 7 giugno 1924 – New York, 26 giugno 2002), è stata un'attrice e cantante statunitense.

## Biografia
I suoi genitori furono Barbara Gray e Henry Vernon Finkelstein, due attori di vaudeville che divorziarono quando lei era ancora bambina. 
Iniziò a lavorare in alcuni cabaret e poi per spettacoli musicali alla radio. Durante la tournée londinese del musical Annie Get Your Gun, frequentò la Royal Academy of Dramatic Art. 
Nel 1958 vinse un Tony Award per il musical Carnival in Flanders stabilendo un record che difficilmente può essere battuto: vincere un premio come migliore protagonista per uno spettacolo rimasto in cartellone solo per 6 settimane. Firmò un contratto con la MGM ma la sua carriera cinematografica fu alquanto breve preferendo sempre il palcoscenico. Fu sua la prima versione in inglese della famosa canzone francese C'est si bon. Sostituì Marilyn Monroe nella colonna sonora del film Follie dell'anno.
Il 24 settembre 1966 sposò Andrew J. Crevolin. Il matrimonio durò fino alla morte di lui nel 1992. La coppia non ebbe figli.
Morì a causa di un attacco di cuore. Le sue ceneri riposano nel cimitero di Culver City in California.

## Filmografia

### Cinema
- Signora per una notte (Lady for a Night), regia di Leigh Jason (1942), non accreditata
- La signora Skeffington (Mr. Skeffington), regia di Vincent Sherman (1944), non accreditata
- È sempre bel tempo (It's Always Fair Weather), regia di Gene Kelly e Stanley Donen (1955)
- Uno straniero tra gli angeli (Kismet), regia di Vincente Minnelli (1955)
- Sesso debole? (The Opposite Sex), regia di David Miller (1956)
- La donna del destino (Designing Woman), regia di Vincente Minnelli (1957)

### Televisione
- The Buick Circus Hour – serie TV, 1 episodio (1952)
- The United States Steel Hour – serie TV, 1 episodio (1962)
- Girl Talk – serie TV, 1 episodio (1965)
- Doctor Who – serie TV, 1 episodio (1988)

## Doppiatrici italiane
- Rosetta Calavetta in È sempre bel tempo, Uno straniero tra gli angeli, Sesso debole, La donna del destino